# Talpijot

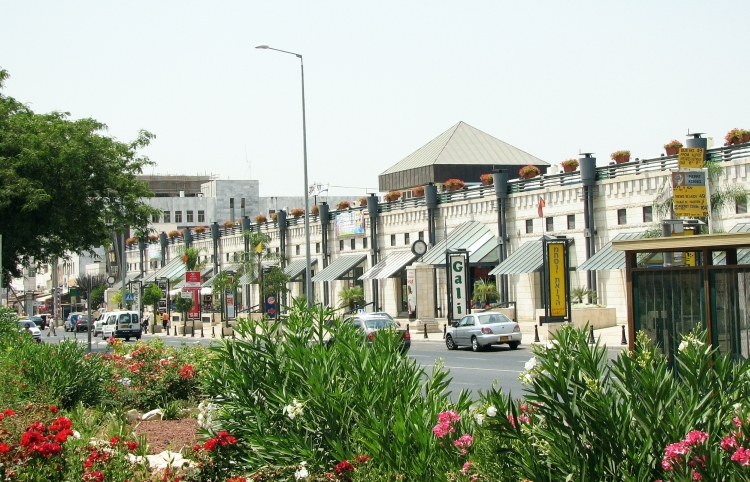
Nákupní centrum Kanjon Hadar v čtvrti Talpijot

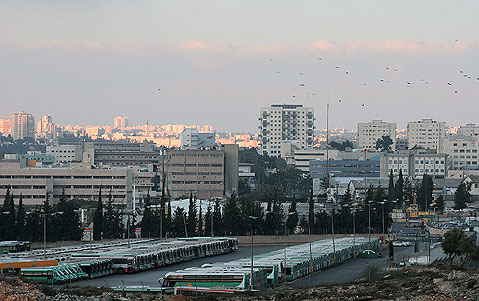
Průmyslová zóna Talpijot

Talpijot (hebrejsky תלפיות‎) je městská čtvrť v jižní části Jeruzaléma v Izraeli.

## Geografie
Na severu hraničí s čtvrtí Bak'a (Ge'ulim), na jihu s čtvrtí Arnona, na západě s Mekor Chajim a na severovýchodě s Abu Tor. Součástí čtvrtě je průmyslová zóna Talpijot na jejím jihozápadním okraji. Dále se tu nachází několik menších urbanistických okrsků jako Kirjat Morija (קרית מוריה‎) nebo Cfon Talpijot (צפון תלפיות‎, Severní Talpijot). Leží v nadmořské výšce téměř 800 metrů cca 3 kilometry jihozápadně od historického jádra města. Na východ od ní terén prudce spadá do údolí vádí Nachal Ecel (ústí do Nachal Kidron) a Nachal Darga. Nachází se na okraji území, které ovládl Izrael během války za nezávislost v roce 1948, tedy nedaleko od Zelené linie. Prochází jí silnice číslo 60 (Derech Chevron). Populace čtvrti je židovská.

## Dějiny
Už před první světovou válkou zakoupila v této lokalitě The Anglo-Palestine Bank (předchůdkyně nynější Banky Leumi) prvních 600 dunamů (60 hektarů) pozemků pro plánované židovské předměstí. Jeho výstavba započala roku 1920. První domy si tu postavili zaměstnanci banky a movití Židé z Buchary, Adenu a Gruzie. Územní plán nového obytného souboru vypracoval Richard Kaufmann. Pojal čtvrť jako luxusní zahradní předměstí s 800 pozemků pro individuální domy a veřejné stavby. Plány ale nebyly z větší části realizovány, protože mandátní britské úřady zabraly většinu plochy pro letiště. V první fázi tu vyrostlo 30 domů. Dům si tu postavili mimo jiné Mordechaj Kaspi (lotyšský konzul), Jicchak Levy, ředitel The Anglo-Palestine Bank nebo fotograf Ja'akov Ben Dov. Později se zde usídlily další známé osobnosti jako spisovatel Šmu'el Josef Agnon (v jeho domě je dnes muzeum), historik Josef Klausner a profesor Šmu'el Segal. Svou rezidenci si tu začal budovat i zakladatel novověké hebrejštiny nebo Eli'ezer Ben Jehuda, ale zemřel roku 1932 ještě před dokončením stavby. Talpijot vznikl jako jedno z šesti zahradních měst, které si tehdy jeruzalémští Židé zbudovali.
Od 50. let 20. století zde došlo k výstavbě mnoha čtyřpodlažních domů a původní zahradní předměstský ráz čtvrti postupně mizel. Čtvrť prošla těžkým obdobím během války za nezávislost v roce 1948, kdy se nacházela na frontové linii. Pak hraničila s územím nikoho na dotyku linií kontroly Izraele a Jordánska, odděleným komplexem areálu Organizace spojených národů. Dopravní spojení s centrem Jeruzaléma bylo přerváno. Situace se zlepšila po šestidenní válce roku 1967. Po ní byla na místě areálu OSN východně odtud vybudována velká nová čtvrť Talpijot Mizrach.